# Championnat du Congo de football 2002
Navigation
Saison 1991 Saison suivante
La saison 2002 du Championnat du Congo de football est la trente-septième édition de la première division congolaise, la MTN Ligue 1. Après une phase régionale qualificative, les seize meilleures équipes disputent le championnat national, joué en deux phases :
- une phase de poules (quatre poules de quatre équipes) dont les deux premiers accèdent à la phase finale
- une phase finale à élimination directe (quarts, demi-finales et finale)

C’est le club de l'AS Police Brazzaville qui remporte la compétition cette saison, après avoir battu l'Étoile du Congo en finale nationale. C’est le tout premier titre de champion du Congo de l’histoire du club.

## Qualifications continentales
Le champion du Congo se qualifie pour la Ligue des champions de la CAF 2003 tandis que le vainqueur de la Coupe du Congo obtient son billet pour la Coupe des Coupes 2003. Si un club réussit le doublé Coupe-championnat, c’est le finaliste de la Coupe qui participe à la Coupe des Coupes. Enfin, le vice-champion du Congo se qualifie pour la Coupe de la CAF 2003, s'il n'est pas déjà qualifié pour la Coupe des Coupes.

## Les clubs participants
- Département de Brazzaville :
  - Union Sports Mbingui
  - Étoile du Congo
  - AS Police Brazzaville
- Département de Pointe-Noire :
  - CS La Mancha
  - FC Abeilles
  - Vita Club Mokanda
- Département de Likouala : Patronage d'Impfondo
- Département de Niari :
  - AC Léopards
  - Socobois Dolisie
- Département de la Sangha : Olympique Pokala
- Département de Lékoumou : Régie financière de Sibiti
- Département de Pool : Jeunesse de Boko
- Département de la Cuvette : Club inconnu
- Département des Plateaux : CARA Lékana
- Département de la Bouenza : Olympic Nkayi
- Département de la Cuvette-ouest : Inter Club d'Ewo

## Compétition

### Phase de poules
Le barème utilisé pour établir le classement est le suivant :
- Victoire : 3 points
- Match nul : 1 point
- Défaite, forfait ou abandon : 0 point

| Rang | Équipe              | Pts | J | G | N | P | Bp | Bc | Diff |
| ---- | ------------------- | --- | - | - | - | - | -- | -- | ---- |
| 1    | FC Abeilles         | 9   | 3 | 3 | 0 | 0 | 10 | 1  | +9   |
| 2    | Union Sport Mbingui | 6   | 3 | 2 | 0 | 1 | 6  | 4  | +2   |
| 3    | CARA Lékana         | 3   | 3 | 1 | 0 | 2 | 4  | 6  | -2   |
| 4    | Olympic Nkayi       | 0   | 3 | 0 | 0 | 3 | 2  | 11 | -9   |

| Rang | Équipe                            | Pts | J | G | N | P | Bp | Bc | Diff |
| ---- | --------------------------------- | --- | - | - | - | - | -- | -- | ---- |
| 1    | Étoile du Congo                   | 6   | 2 | 2 | 0 | 0 | 6  | 0  | +6   |
| 2    | AC Léopards                       | 3   | 2 | 1 | 0 | 1 | 3  | 4  | -1   |
| 3    | Olympique de Pokala               | 0   | 2 | 0 | 0 | 2 | 1  | 6  | -5   |
| 4    | Représentant de Cuvette (forfait) |     |   |   |   |   |    |    |      |

| Rang | Équipe                     | Pts | J | G | N | P | Bp | Bc | Diff |
| ---- | -------------------------- | --- | - | - | - | - | -- | -- | ---- |
| 1    | AS Police Brazzaville      | 9   | 3 | 3 | 0 | 0 | 26 | 2  | +24  |
| 2    | Vita Club Mokanda          | 6   | 3 | 2 | 0 | 1 | 10 | 4  | +6   |
| 3    | Régie financière de Sibiti | 3   | 3 | 1 | 0 | 2 | 2  | 12 | -10  |
| 4    | Jeunesse de Boko           | 0   | 3 | 0 | 0 | 3 | 2  | 22 | -20  |

| Rang | Équipe               | Pts | J | G | N | P | Bp | Bc | Diff |
| ---- | -------------------- | --- | - | - | - | - | -- | -- | ---- |
| 1    | CS La Mancha         | 9   | 3 | 3 | 0 | 0 | 23 | 1  | +22  |
| 2    | Socobois de Dolisie  | 6   | 3 | 2 | 0 | 1 | 13 | 2  | +11  |
| 3    | Patronage d'Impfondo | 3   | 3 | 1 | 0 | 2 | 5  | 15 | -10  |
| 4    | Inter Club d'Ewo     | 0   | 3 | 0 | 0 | 3 | 0  | 23 | -23  |

### Phase finale
|  | Quarts de finale      | Quarts de finale      | Quarts de finale  | Quarts de finale  |                       |                       | Demi-finales | Demi-finales | Demi-finales                  | Demi-finales                  |                               |                               | Finale | Finale | Finale | Finale |
|  |                       |                       |                   |                   |                       |                       |              |              |                               |                               |                               |                               |        |        |        |        |
|  |                       |                       |                   |                   |                       |                       |              |              |                               |                               |                               |                               |        |        |        |        |
|  |                       |                       |                   |                   |                       |                       |              |              |                               |                               |                               |                               |        |        |        |        |
|  | AS Police Brazzaville | AS Police Brazzaville | 7                 | 7                 |                       |                       |              |              |                               |                               |                               |                               |        |        |        |        |
|  | AS Police Brazzaville | AS Police Brazzaville | 7                 | 7                 |                       |                       |              |              |                               |                               |                               |                               |        |        |        |        |
|  | Socobois Dolisie      | Socobois Dolisie      | 2                 | 2                 |                       |                       |              |              |                               |                               |                               |                               |        |        |        |        |
|  | Socobois Dolisie      | Socobois Dolisie      | 2                 | 2                 | AS Police Brazzaville | AS Police Brazzaville | 4            | 4            |                               |                               |                               |                               |        |        |        |        |
|  |                       |                       |                   |                   | AS Police Brazzaville | AS Police Brazzaville | 4            | 4            |                               |                               |                               |                               |        |        |        |        |
|  |                       |                       | FC Abeilles       | FC Abeilles       | 1                     | 1                     |              |              |                               |                               |                               |                               |        |        |        |        |
|  | FC Abeilles           | FC Abeilles           | FC Abeilles       | FC Abeilles       | 1                     | 1                     | 2            | 2            |                               |                               |                               |                               |        |        |        |        |
|  | FC Abeilles           | FC Abeilles           |                   |                   |                       |                       |              | 2            |                               |                               |                               |                               |        |        |        |        |
|  | AC Léopards           | AC Léopards           | 1                 | 1                 |                       |                       |              |              |                               |                               |                               |                               |        |        |        |        |
|  | AC Léopards           | AC Léopards           | 1                 | 1                 | AS Police Brazzaville | AS Police Brazzaville | 2            | 2            |                               |                               |                               |                               |        |        |        |        |
|  |                       |                       |                   |                   | AS Police Brazzaville | AS Police Brazzaville | 2            | 2            |                               |                               |                               |                               |        |        |        |        |
|  |                       |                       | Étoile du Congo C | Étoile du Congo C | 1                     | 1                     |              |              |                               |                               |                               |                               |        |        |        |        |
|  | Étoile du Congo       | Étoile du Congo       | Étoile du Congo C | Étoile du Congo C | 1                     | 1                     | 2            | 2            |                               |                               |                               |                               |        |        |        |        |
|  | Étoile du Congo       | Étoile du Congo       |                   |                   |                       |                       |              |              |                               |                               |                               |                               |        |        |        |        |
|  | Union Sport Mbingui   | Union Sport Mbingui   | 0                 | 0                 |                       |                       |              |              |                               |                               |                               |                               |        |        |        |        |
|  | Union Sport Mbingui   | Union Sport Mbingui   | 0                 | 0                 | Étoile du Congo       | Étoile du Congo       | 2            | 2            | Match pour la troisième place | Match pour la troisième place | Match pour la troisième place | Match pour la troisième place |        |        |        |        |
|  |                       |                       |                   |                   | Étoile du Congo       | Étoile du Congo       | 2            | 2            | Match pour la troisième place | Match pour la troisième place | Match pour la troisième place | Match pour la troisième place |        |        |        |        |
|  |                       |                       | CS La Mancha      | CS La Mancha      | 1                     | 1                     |              |              |                               |                               |                               |                               |        |        |        |        |
|  | CS La Mancha tab      | CS La Mancha tab      | CS La Mancha      | CS La Mancha      | 1                     | 1                     | 0 (3)        | 0 (3)        |                               |                               |                               |                               |        |        |        |        |
|  | CS La Mancha tab      | CS La Mancha tab      |                   |                   |                       |                       |              | 0 (3)        |                               |                               | FC Abeilles tab               | FC Abeilles tab               | (4)    | (4)    |        |        |
|  | Vita Club Mokanda     | Vita Club Mokanda     | 0 (2)             | 0 (2)             |                       |                       |              |              |                               |                               | FC Abeilles tab               | FC Abeilles tab               | (4)    | (4)    |        |        |
|  | Vita Club Mokanda     | Vita Club Mokanda     | 0 (2)             | 0 (2)             | CS La Mancha          | CS La Mancha          | (3)          | (3)          |                               |                               |                               |                               |        |        |        |        |
|  |                       |                       |                   |                   |                       |                       |              |              |                               |                               |                               |                               |        |        |        |        |

## Bilan de la saison
| Championnat du Congo de football 2002 |                                   |
| Champion                              | AS Police Brazzaville (1er titre) |
| Coupes et trophées                    |                                   |
| Vainqueur de la Coupe du Congo 2002   | Étoile du Congo                   |
| Qualifications continentales          |                                   |
| Ligue des champions de la CAF 2003    | AS Police Brazzaville             |
| Coupe des Coupes 2003                 | Étoile du Congo                   |
| Coupe de la CAF 2003                  | CS La Mancha                      |
| Promotions et relégations             |                                   |
| Promus en MTN Ligue 1                 | Aucun                             |
| Relégués en MTN Ligue 2               | Aucun                             |